# Серафимовичский район
Серафимо́вичский райо́н — административно-территориальная единица (район) и одноимённое муниципальное образование (муниципальный район) в Волгоградской области России.
Административный центр — город Серафимович.

## География
На севере район граничит с Кумылженским районом; на северо-востоке — с Михайловским районом; на востоке — с Фроловским районом; на юге — с Клетским районом; на западе — с Ростовской областью.
Географическое положение
Район расположен на западе Волгоградской области, граничит с Ростовской областью. Территория района расположена по обе стороны реки Дон. Левобережную часть занимает Арчединско-Донские пески, правый берег — Донская гряда.
Полезные ископаемые
На территории района разведано 5 газовых месторождений, из них 2 — эксплуатируется, а 3 — выработаны. Известны 4 месторождения торфа, несколько месторождений природных запасов сырья, пригодного для изготовления керамического кирпича, керамзита, проявления песчаника, строительного песка. Разведано 5 месторождений подземных вод, что позволяет отнести район к территории, надёжно обеспеченной пресными водами.

## История
23 июня 1928 года Постановлением Президиума ВЦИК был учреждён Усть-Медведицкий район с центром в станице Усть-Медведицкая в составе Хопёрского округа Нижне-Волжского края. Район включал территорию упразднённых Усть-Медведицкой и Усть-Хопёрской волостей полностью, а также 9 хуторов бывшей Распопинской волости. Район первоначально был разделён на 41 сельсовет: Астаховский, Базковский, Белавинский, Берёзовский, Бобровский I, Бобровский II, Большовский, Б-Немухинский, Б-Поповский, Б-Сенюткинский, Глубоковский, Горбатовский, Еланский, Ендовский, Жирковский, Затонский, Калединский, Калмыковский, Клетско-Почтовский, Коротовский, Котовский, Крутовский, Нижне-Царицынский, Ново-Александровский, Отрожкинский, Песчановский, Пичужинский, Подольховский, Прилипковский, Пронинский, Рыбновский, Средне-Царицынский, Тюковновский, Угольский, Усть-Медведицкий, Усть-Хопёрский, Фомихинский, Хованский, Чеботарёвский, Ягодновский и Ярской. В том же году был образован Старо-Пронинский с/с. В декабре 1928 года были упразднены Б-Сенюткинский, Коротовский, Нижне-Царицынский, Пичужинский, Прилипковский и Пронинский с/с.
В 1932 году из Усть-Медведицкого района в Кумылженский были переданы Еланский и Ярский с/с, а из Кумылженского в Усть-Медведицкий — Зимняцкий, Мостовский и Трясиновский с/с. Тогда же был образован Малаховский с/с. В 1933 году Калединский с/с был переименован в Блиновский.
В 1933 году станица Усть-Медведицкая преобразована в город Серафимович, а в 1934 году Усть-Медведицкий район переименован в Серафимовичский район.
С 1934 года район в составе Сталинградского края, с 1936 года — Сталинградской (Волгоградской) области. В 1954—1955 годах в составе Каменской области.
В 1935 году часть территории Серафимовичского района отошла к Перелазовскому и Сулимовскому районам, в результате чего в районе остались 1 город (Серафимович) и 19 сельсоветов: 1. Базковский, Бобровский I, Бобровский II, Большовский, Б-Немухинский, Б-Поповский, Горбатовский, Затонский, Калмыковский, Котовский, Крутовский, Рыбновский, Средне-Царицынский, Тюковновский, Усть-Хопёрский, Фомихинский, Хованский, Чеботарёвский и Ягодновский.
6 января 1954 года Серафимовичский район был передан в Каменскую область, но уже 23 июня возвращён обратно.
В 1954 году были упразднены Бобровский I, Бобровский II, Б-Немухинский, Затонский, Калмыковский, Котовский, Рыбновский, Тюковновский, Фомихинский, Хованский, Чеботарёвский и Ягодновский с/с. В 1959 году были упразднены Горбатовский и Крутовский с/с. Из упразднённого Перелазовского района в Серафимовичский были переданы Пронинский и Песчановский с/с.
В 1963 году из упразднённого Фрунзенского района в Серафимовичский были переданы Зимняцкий, Клетско-Почтовский, Коловертиновский, Отрожкинский, Подольховский, Подпешинский, Посельский, Трясиновский и Теркинский. В 1966 году был упразднён Подольховский с/с. В 1967 году Базковский с/с был переименован в Бобровский II, Посельский с/с упразднён, образован Крутовский с/с.
24 декабря 2004 года в соответствии с Законом Волгоградской области № 979-ОД район наделён статусом муниципального района. В его составе образованы 15 муниципальных образований: 1 городское и 14 сельских поселений.

## Символика[9]
Официальные символы герб и флаг муниципального образования Серафимовичский муниципальный район Волгоградской области утверждены решением Думы Серафимовичского муниципального района Волгоградской области от 3 июня 2016 г. № 24 (в редакции от 25 августа 2016 г.). Герб Серафимовичского муниципального района Волгоградской области внесён в Государственный геральдический регистр Российской Федерации с присвоением регистрационного номера 11181. Флаг Серафимовичского муниципального района Волгоградской области внесён в Государственный геральдический регистр Российской Федерации с присвоением регистрационного номера 11182.
- Герб

Геральдическое описание герба Серафимовичского муниципального района Волгоградской области: В червлёном поле- лазоревый, тонко окаймленный серебром, вилообразный крест с узкими верхними концами, обременённый двумя серебряными казачьими шашками накрест (рукоятями вверх, лезвиями вниз) без ножен с золотой оплёткой рукоятей, острия которых выходят за пределы креста, и ниже — пучком из пяти золотых пшеничных колосьев; всё сопровождено во главе серебреным восьмиконечным крестом в золотом трёхлистном окладе, а по сторонам — такими же золотыми пучками колосьев.

Описание символики герба Серафимовичского муниципального района Волгоградской области.
Герб Серафимовичского муниципального района Волгоградской области отражает исторические, культурные, географические, социально-экономические и иные местные особенности Серафимовичского района языком символов и аллегорий на основании канонов геральдики.
Художественная композиция герба строится на делении гербового щита вилообразным крестом синего цвета с белой каймой, образованным объединением трёх геральдических фигур (полос), соединяющихся в центре щита и символизирующих географическую особенность территории района — слияние на территории района трёх рек: Дона и двух крупнейших притоков — рек Хопер и Медведица. Геральдическая фигура — половина перевязи справа (синяя полоса с белой каймой, расположенная диагонально от верхнего левого угла щита до цента пересечения диагоналей щита) символизирует реку Хопер, протекающую по северной границе Серафимовичского района и впадающую на территории района в реку Дон. Геральдическая фигура — половина перевязи слева (синяя полоса с белой каймой, расположенная диагонально от верхнего правого угла щита до цента пересечения диагоналей щита) символизирует реку Медведицу, протекающую по северной границе Серафимовичского района и впадающую на территории района в реку Дон. Геральдическая фигура — половина столба (синяя полоса с белой каймой, расположенная вертикально по центру щита от низа до цента пересечения диагоналей щита) символизирует реку Дон, протекающую по территории района и разделяющую территорию района на левобережную и правобережную части. Именно река Дон и впадающие в него реки исторически играли важнейшую роль в жизни, быте, миропонимании и судьбе жителей территории нашего района — Донских казаков. Рекам отводились не только ведущие промысловая и транспортная функции, но и стратегическая — они служили значимым защитным рубежом для казачьих поселений.
Исторические особенности района отражены в перекрещенных шашках белого цвета с жёлтыми рукоятями, изображённых на гербе поверх вилообразного креста. Они олицетворяют Донское казачество, победоносную казачью доблесть, проявленную во многих битвах — Первой мировой, Гражданской и Великой Отечественной войн, а также верность в служении жителей района своей Отчизне.
Следующим элементом герба, передающим культурно-исторические особенности района, является православный крест белого цвета в обрамлении жёлтого цвета, символизирующий веру как основу традиционного мировоззрения жителей района, преемственно передаваемого из поколения в поколение. Это подтверждается присутствием на территории района священных православных мест, в частности Усть-Медведицкого Спасо-Преображенского женского монастыря, являющегося одним из старейших сохранившихся монастырей Волгоградской области.
Социально-экономические особенности района олицетворяют снопы из колосьев пшеницы, символизирующие трудолюбие жителей района, также преемственно прививаемое от старшего поколения к младшему. Это находит своё отражение в сельскохозяйственной отрасли производства как традиционно ведущей промышленной отрасли на территории района. Количество колосьев — пятнадцать — символизирует количество поселений, входящих в административную структуру района.
Помимо вышеперечисленного, цвета основных полей щита имеют следующую смысловую нагрузку: красный — символ доблести и пролитой нашими земляками крови в сражениях за Отчизну, жёлтый- символ благодати и плодородия земли донской, синий -символ мира и единства.
- Флаг

Описание флага Серафимовичского муниципального района Волгоградской области: Прямоугольное полотнище с отношением ширины к длине 2:3, воспроизводящее композицию герба Серафимовичского муниципального района в красном, синем, белом и жёлтом цветах.

Описание символики флага Серафимовичского муниципального района Волгоградской области.
Флаг Серафимовичского муниципального района Волгоградской области разработан на основе символики герба Серафимовичского муниципального района Волгоградской области в этой связи описание символики флага соответствует описанию символики герба.

## Население
| 1939    | 1959    | 1970    | 1979    | 1989    | 2002    | 2009    | 2010    | 2011    | 2012    |
| ------- | ------- | ------- | ------- | ------- | ------- | ------- | ------- | ------- | ------- |
| 20 565  | ↘20 288 | ↗33 896 | ↘30 294 | ↘27 684 | ↘27 137 | ↘25 795 | ↘25 378 | ↘25 311 | ↘25 082 |
| 2013    | 2014    | 2015    | 2016    | 2017    | 2018    | 2019    | 2020    | 2021    |         |
| ↘24 874 | ↘24 480 | ↘24 211 | ↘23 829 | ↘23 575 | ↘23 259 | ↘22 860 | ↘22 526 | ↘22 481 |         |

### Урбанизация
В городских условиях (город Серафимович) проживают 37.76 % населения района.

### Гендерный состав
Мужчин — 47,2 %, женщин — 52,8 %.

### Национальный состав
По данным Всероссийской переписи населения 2010 года:
| Национальность | Численность (чел.) | Процент от указавших |
| -------------- | ------------------ | -------------------- |
| Русские        | 23 428             | 92,9%                |
| Украинцы       | 256                | 1,0%                 |
| Узбеки         | 253                | 1,0%                 |
| Другие         | 1293               | 5,1%                 |
| Не указали     | 148                |                      |
| Всего          | 25 378             |                      |

По итогам переписи населения 2020 года проживали следующие национальности (национальности менее 0,1 % и другое см. в сноске к строке «Другие»):
| Национальность | Численность, чел. | Доля     |
| -------------- | ----------------- | -------- |
| Русские        | 20 838            | 92,69 %  |
| Армяне         | 110               | 0,49 %   |
| Украинцы       | 100               | 0,44 %   |
| Марийцы        | 95                | 0,42 %   |
| Чеченцы        | 83                | 0,37 %   |
| Удмурты        | 65                | 0,29 %   |
| Азербайджанцы  | 62                | 0,28 %   |
| Даргинцы       | 43                | 0,19 %   |
| Белорусы       | 37                | 0,16 %   |
| Мордва         | 24                | 0,11 %   |
| Другие         | 1024              | 4,56 %   |
| Итого          | 22 481            | 100,00 % |

## Муниципально-территориальное устройство
В Серафимовичском муниципальном районе выделяются 15 муниципальных образований, в том числе 1 городское поселение и 14 сельских поселений:
| №  | Муниципальное образование             | Административный центр   | Количество населённых пунктов | Население (чел.) | Площадь (км²) |
| -- | ------------------------------------- | ------------------------ | ----------------------------- | ---------------- | ------------- |
| 1  | городское поселение город Серафимович | город Серафимович        | 1                             | ↘8488            | 30,57         |
| 2  | Бобровское сельское поселение         | хутор Бобровский 2-й     | 2                             | ↘648             | 169,05        |
| 3  | Большовское сельское поселение        | хутор Большой            | 3                             | ↘1386            | 296,56        |
| 4  | Буерак-Поповское сельское поселение   | хутор Буерак-Поповский   | 4                             | ↘806             | 220,17        |
| 5  | Горбатовское сельское поселение       | хутор Горбатовский       | 2                             | ↘491             | 195,70        |
| 6  | Зимняцкое сельское поселение          | хутор Зимняцкий          | 6                             | ↘2119            | 352,60        |
| 7  | Клетско-Почтовское сельское поселение | хутор Клетско-Почтовский | 11                            | ↘1217            | 874,98        |
| 8  | Крутовское сельское поселение         | хутор Крутовский         | 3                             | ↘606             | 164,34        |
| 9  | Отрожкинское сельское поселение       | хутор Отрожки            | 3                             | ↗589             | 171,47        |
| 10 | Песчановское сельское поселение       | хутор Песчаный           | 4                             | ↘690             | 282,03        |
| 11 | Пронинское сельское поселение         | хутор Пронин             | 7                             | ↘1206            | 309,31        |
| 12 | Среднецарицынское сельское поселение  | хутор Среднецарицынский  | 4                             | ↘815             | 262,03        |
| 13 | Теркинское сельское поселение         | хутор Теркин             | 8                             | ↘964             | 539,09        |
| 14 | Трясиновское сельское поселение       | хутор Трясиновский       | 10                            | ↘840             | 217,70        |
| 15 | Усть-Хопёрское сельское поселение     | станица Усть-Хопёрская   | 5                             | ↘1302            | 237,93        |

## Населённые пункты
В Серафимовичский район входят 73 населённых пункта.
| №  | Населённый пункт                         | Тип     | Население | Муниципальное образование             |
| -- | ---------------------------------------- | ------- | --------- | ------------------------------------- |
| 1  | Базки                                    | хутор   | 280       | Бобровское сельское поселение         |
| 2  | Березки                                  | хутор   | 151       | Зимняцкое сельское поселение          |
| 3  | Блиновский                               | хутор   | 62        | Пронинское сельское поселение         |
| 4  | Бобровский 1-й                           | хутор   | 190       | Усть-Хопёрское сельское поселение     |
| 5  | Бобровский 2-й                           | хутор   | 526       | Бобровское сельское поселение         |
| 6  | Большой                                  | хутор   | 1322      | Большовское сельское поселение        |
| 7  | Буерак-Поповский                         | хутор   | 499       | Буерак-Поповское сельское поселение   |
| 8  | Буерак-Сенюткин                          | хутор   | 134       | Буерак-Поповское сельское поселение   |
| 9  | Варламов                                 | хутор   | 297       | Пронинское сельское поселение         |
| 10 | Глубоковский                             | хутор   | 2         | Клетско-Почтовское сельское поселение |
| 11 | Горбатовский                             | хутор   | 364       | Горбатовское сельское поселение       |
| 12 | Грушин                                   | хутор   | 120       | Зимняцкое сельское поселение          |
| 13 | Грязиновский                             | хутор   | 38        | Трясиновское сельское поселение       |
| 14 | Грязнушкин                               | хутор   | 3         | Клетско-Почтовское сельское поселение |
| 15 | Гусынка                                  | хутор   | 0         | Пронинское сельское поселение         |
| 16 | Дружилинский                             | хутор   | 2         | Клетско-Почтовское сельское поселение |
| 17 | Ендовский                                | хутор   | 167       | Клетско-Почтовское сельское поселение |
| 18 | Затонский                                | хутор   | 180       | Буерак-Поповское сельское поселение   |
| 19 | Зимняцкий                                | хутор   | ↘1834     | Зимняцкое сельское поселение          |
| 20 | Зимовной                                 | хутор   | 80        | Усть-Хопёрское сельское поселение     |
| 21 | Игнатов                                  | хутор   | ↗124      | Теркинское сельское поселение         |
| 22 | Избушенский                              | хутор   | 14        | Усть-Хопёрское сельское поселение     |
| 23 | Карагичев                                | хутор   | 7         | Среднецарицынское сельское поселение  |
| 24 | Кепинский                                | хутор   | 133       | Трясиновское сельское поселение       |
| 25 | Киреевский                               | хутор   | 6         | Трясиновское сельское поселение       |
| 26 | Клетско-Почтовский                       | хутор   | 1065      | Клетско-Почтовское сельское поселение |
| 27 | Козиновский                              | хутор   | 30        | Клетско-Почтовское сельское поселение |
| 28 | Коротовский                              | хутор   | 186       | Среднецарицынское сельское поселение  |
| 29 | Котовский                                | хутор   | 201       | Большовское сельское поселение        |
| 30 | Красноярский                             | хутор   | 0         | Клетско-Почтовское сельское поселение |
| 31 | Крутовский                               | хутор   | 521       | Крутовское сельское поселение         |
| 32 | Кундрючкин                               | хутор   | →10       | Теркинское сельское поселение         |
| 33 | Ластушинский                             | хутор   | 21        | Клетско-Почтовское сельское поселение |
| 34 | Лебяжий                                  | хутор   | 3         | Клетско-Почтовское сельское поселение |
| 35 | Малахов                                  | хутор   | 57        | Пронинское сельское поселение         |
| 36 | Минаевский                               | хутор   | 7         | Трясиновское сельское поселение       |
| 37 | Мостовский                               | хутор   | 97        | Трясиновское сельское поселение       |
| 38 | Нижнянка                                 | хутор   | ↘21       | Теркинское сельское поселение         |
| 39 | Никуличев                                | хутор   | →35       | Теркинское сельское поселение         |
| 40 | Новоалександровский                      | хутор   | 137       | Зимняцкое сельское поселение          |
| 41 | Новопавловский                           | хутор   | 83        | Песчановское сельское поселение       |
| 42 | Орлиновский                              | хутор   | ↘174      | Теркинское сельское поселение         |
| 43 | отделения № 2 совхоза «Усть-Медведицкий» | посёлок | 59        | Песчановское сельское поселение       |
| 44 | отделения № 3 совхоза «Усть-Медведицкий» | посёлок | 63        | Песчановское сельское поселение       |
| 45 | Отрожки                                  | хутор   | ↘489      | Отрожкинское сельское поселение       |
| 46 | Перепольский                             | хутор   | 18        | Трясиновское сельское поселение       |
| 47 | Песчаный                                 | хутор   | 616       | Песчановское сельское поселение       |
| 48 | Пимкин                                   | хутор   | →11       | Теркинское сельское поселение         |
| 49 | Пичугин                                  | хутор   | 119       | Зимняцкое сельское поселение          |
| 50 | Подгорный                                | хутор   | 33        | Трясиновское сельское поселение       |
| 51 | Подольховский                            | хутор   | 127       | Зимняцкое сельское поселение          |
| 52 | Подпешинский                             | хутор   | 27        | Клетско-Почтовское сельское поселение |
| 53 | Посельский                               | хутор   | ↘13       | Теркинское сельское поселение         |
| 54 | Прилипкинский                            | хутор   | ↘55       | Отрожкинское сельское поселение       |
| 55 | Пронин                                   | хутор   | 844       | Пронинское сельское поселение         |
| 56 | Рубашкин                                 | хутор   | ↘140      | Горбатовское сельское поселение       |
| 57 | Рыбный                                   | хутор   | 203       | Усть-Хопёрское сельское поселение     |
| 58 | Себряков                                 | хутор   | 2         | Трясиновское сельское поселение       |
| 59 | Серафимович                              | город   | ↘8488     | городское поселение город Серафимович |
| 60 | Среднецарицынский                        | хутор   | 644       | Среднецарицынское сельское поселение  |
| 61 | Старосенюткин                            | хутор   | 82        | Пронинское сельское поселение         |
| 62 | Теркин                                   | хутор   | ↘836      | Теркинское сельское поселение         |
| 63 | Трясиновский                             | хутор   | 673       | Трясиновское сельское поселение       |
| 64 | Тюковной                                 | хутор   | 158       | Крутовское сельское поселение         |
| 65 | Угольский                                | хутор   | 86        | Отрожкинское сельское поселение       |
| 66 | Усть-Хопёрская                           | станица | 960       | Усть-Хопёрское сельское поселение     |
| 67 | Фомихинский                              | хутор   | 91        | Среднецарицынское сельское поселение  |
| 68 | Хованский                                | хутор   | 169       | Буерак-Поповское сельское поселение   |
| 69 | Хохлачев                                 | хутор   | 101       | Пронинское сельское поселение         |
| 70 | Чеботаревский                            | хутор   | 109       | Большовское сельское поселение        |
| 71 | Чернополянский                           | хутор   | 24        | Клетско-Почтовское сельское поселение |
| 72 | Чумаков                                  | хутор   | 11        | Трясиновское сельское поселение       |
| 73 | Ягодный                                  | хутор   | 28        | Крутовское сельское поселение         |

## Местное самоуправление
Председатели районной Думы
- Ветютнева Галина Федоровна
- Гречишников Виктор Юрьевич

Главы администрации
- Думчев Яков Антонович с 1988—2000 гг.
- Агапцов Юрий Анатольевич с 2000—2005 гг.
- Щербаков Виктор Васильевич с 2005—2014 гг.
- Жмурков Сергей Александрович с 2014—2016 гг.
- Пономарев Сергей Викторович с 2016 - 2023 гг.
- Ильина Татьяна Николаевна с 2023 - по настоящее время

## Известные люди
- Александр Серафимович (урождённый Александр Серафимович Попов; 7 (19) января 1863 — 19 января 1949) — русский советский писатель. Лауреат Сталинской премии первой степени (1943). Член РКП(б) с 1918 года.
- Фёдор Крюков родился 2 (14) февраля 1870 года в станице Глазуновской Усть-Медведицкого округа Области Войска Донского. Сын атамана. Учился в Усть-Медведицкой гимназии (окончил с серебряной медалью) вместе с Филиппом Мироновым (будущим командармом 2-й конной армии), Александром Поповым (будущий писатель А. С. Серафимович) и с Петром Громославским (тестем М. А. Шолохова). Окончил Петербургский историко-филологический институт. Статский советник. Депутат Первой государственной Думы от Области Войска Донского. Один из создателей партии «народных социалистов». Заведующий отделом литературы и искусства журнала «Русское богатство» (редактор В. Г. Короленко). Преподаватель русской словесности и истории в гимназиях Орла и Нижнего Новгорода. Воспитатель поэта Александра Тинякова.

Существует версия (И. Н. Медведева-Томашевская, А. И. Солженицын и др.), согласно которой Фёдор Крюков является автором «первоначального текста» романа М. А. Шолохова «Тихий Дон». Не все сторонники теории плагиата Шолохова поддерживают эту версию.